# Eeltjemeer
Het Eeltjemeer (Fries en officieel: Eeltsjemar) is een meer van circa 100 hectare, ten zuidwesten van het dorp Rinsumageest  in de gemeente Dantumadeel in de Nederlandse provincie Friesland. In 1961 werd een ontgrondingsvergunning afgegeven voor zandwinning in het meer, die nog steeds actief is.
In 1997 werd aan de noordoostzijde een dagrecreatiegebied aangelegd met strand, speeltoestellen, parkeerterrein en sanitaire voorzieningen. Er kan worden gesurft, gezeild, gevaren en gezwommen. In 2011 werd de zandwinningsconcessie vergroot aan de westzijde.
Aan de noordzijde van het meer verbindt de Ingeloane het Eeltjemeer het noordelijker gelegen Wijde Murk (Wide Moark) via de Murk (De Moark).